# (2906) Caltech
(2906) Caltech est un astéroïde de la ceinture principale.

## Description
(2906) Caltech est un astéroïde de la ceinture principale. Il fut découvert le 13 janvier 1983 à l'Observatoire Palomar par Carolyn S. Shoemaker. Il présente une orbite caractérisée par un demi-grand axe de 3,17 UA, une excentricité de 0,11 et une inclinaison de 30,6° par rapport à l'écliptique.

## Compléments